# Bernd Hölzenbein
Bernd Hölzenbein (Dehrn, 9 marzo 1946 – Francoforte sul Meno, 15 aprile 2024) è stato un calciatore tedesco occidentale, di ruolo ala o attaccante.

## Carriera

### Club
Giocò con l'Eintracht Francoforte dal 1967 al 1981. Con i rosso-neri vinse per tre volte la Coppa di Germania (1974, 1975, 1981) e conquistò la Coppa UEFA nel 1980 ai danni del Borussia Mönchengladbach. I suoi 160 gol in 420 partite di Bundesliga furono un record per l'Eintracht. Bernd Hölzenbein fu anche capitano onorario Eintracht.
Tuttavia si vide costretto ad abbandonare il club nel 1981 poiché rifiutò di tagliarsi lo stipendio. Proseguì la carriera negli Stati Uniti d'America, prima con i Fort Lauderdale Strikers (1981-1983) dove trovò, seppur per un anno, il connazionale Gerd Müller, poi Memphis Americans (1983-1984) e Baltimore Blast (1985) nella Major Indoor Soccer League. Terminò la carriera in Germania Ovest nel Salmohr, allora militante in Zweite Bundesliga.

### Nazionale
Con la Germania Ovest, Hölzenbein totalizzò 40 presenze e cinque reti dal 1973 al 1978. Il suo momento più importante in Nazionale fu durante la finale del campionato del mondo 1974, quando fece guadagnare alla sua Nazionale il calcio di rigore che portò in parità la partita, poi terminata 2-1 per i tedeschi occidentali. Successivamente però ammise che si buttò a terra nell'area di rigore senza essere toccato dal difensore olandese Wim Jansen.
Nel 1976 egli segnò la rete del 2-2 all'89' nella finale del Campionato Europeo, tuttavia questo non poté impedire alla Cecoslovacchia di vincere il torneo ai rigori.

## Dopo il ritiro
Lavorò come talent-scout per l'Eintracht Francoforte e in occasione dei mondiali del 2006 fu insieme a Jürgen Grabowski ambasciatore di Francoforte sul Meno. Morì a Francoforte sul Meno il 15 aprile 2024 all'età di 78 anni dopo una lunga malattia.

## Palmarès

### Club

#### Competizioni nazionali
- Coppa di Germania: 3

Eintracht Francoforte: 1973-1974, 1974-1975, 1980-1981

#### Competizioni internazionali
- Coppa UEFA: 1

Eintracht Francoforte: 1979-1980

#### Nazionale
- Campionato mondiale: 1

Germania Ovest: 1974